# Tura Air Enterprise
Tura Air Enterprise is een Russische luchtvaartmaatschappij met haar thuisbasis in Toera.

## Geschiedenis
Tura Air Enterprise is opgericht in 1995 als opvolger van Aeroflots Tura divisie.

## Vloot
De vloot van Tura Air Enterprise bestaat uit:(dec 2006)
- 1 Yakolev Yak-40K
- 1 Antonov AN-32A
- 2 Antonov AN-26B